# Okresní soud v Blansku
Okresní soud v Blansku je okresní soud se sídlem v Blansku, jehož odvolacím soudem je Krajský soud v Brně. Rozhoduje jako soud prvního stupně ve všech trestních a civilních věcech, ledaže jde o specializovanou agendu (nejzávažnější trestné činy, insolvenční řízení, spory ve věcech obchodních korporací, hospodářské soutěže, duševního vlastnictví apod.), která je svěřena krajskému soudu.

## Soudní obvod
Obvod Okresního soudu v Blansku se zcela neshoduje s okresem Blansko, patří do něj území všech těchto obcí:
Adamov •
Bedřichov •
Běleč •
Benešov •
Blansko •
Borotín •
Bořitov •
Boskovice •
Brťov-Jeneč •
Brumov •
Březina •
Bukovice •
Bukovina •
Bukovinka •
Býkovice •
Cetkovice •
Crhov •
Černá Hora •
Černovice •
Deštná •
Dlouhá Lhota •
Doubravice nad Svitavou •
Drnovice •
Habrůvka •
Hluboké Dvory •
Hodonín •
Holštejn •
Horní Poříčí •
Horní Smržov •
Chrudichromy •
Jabloňany •
Jedovnice •
Kněževes •
Knínice •
Kořenec •
Kotvrdovice •
Kozárov •
Krasová •
Krhov •
Křetín •
Křtěnov •
Křtiny •
Kulířov •
Kunčina Ves •
Kunice •
Kuničky •
Kunštát •
Lazinov •
Lažany •
Letovice •
Lhota Rapotina •
Lhota u Lysic •
Lhota u Olešnice •
Lipovec •
Lipůvka •
Lomnice •
Louka •
Lubě •
Ludíkov •
Lysice •
Makov •
Malá Lhota •
Malá Roudka •
Míchov •
Milonice •
Němčice •
Nýrov •
Obora •
Ochoz u Tišnova •
Okrouhlá •
Olešnice •
Olomučany •
Osiky •
Ostrov u Macochy •
Pamětice •
Petrov •
Petrovice •
Prostřední Poříčí •
Rájec-Jestřebí •
Ráječko •
Rašov •
Rohozec •
Roubanina •
Rozseč nad Kunštátem •
Rozsíčka •
Rudice •
Sebranice •
Senetářov •
Skalice nad Svitavou •
Skrchov •
Sloup •
Spešov •
Strhaře •
Stvolová •
Sudice •
Suchý •
Sulíkov •
Světlá •
Svinošice •
Svitávka •
Synalov •
Šebetov •
Šebrov-Kateřina •
Šošůvka •
Štěchov •
Tasovice •
Uhřice •
Újezd u Boskovic •
Újezd u Černé Hory •
Unín •
Úsobrno •
Ústup •
Valchov •
Vanovice •
Vavřinec •
Vážany •
Velenov •
Velké Opatovice •
Vilémovice •
Vísky •
Voděrady •
Vranová •
Vysočany •
Závist •
Zbraslavec •
Zhořv
Žďár •
Žďárná •
Žernovník •
Žerůtky